# Gmina Ballagat
Gmina Ballagat (alb. Komuna Ballagat) – gmina położona w środkowo-zachodniej części Albanii. Administracyjnie należy do okręgu Lushnja w obwodzie Fier. W 2011 roku populacja gminy wynosiła 1202 osób w tym 1259 kobiet oraz 2201 mężczyzn, z czego Albańczycy stanowili 76,19%  mieszkańców. 
W skład gminy wchodzi siedem miejscowości: Ballagat, Xibrrakë, Manasufaj, Jazxhijas, Gjuzaj, Matjan, Garunjas, Gjyshaj.